# Мангутов, Нигмат Мухамеджанович
Нигмат Мухамеджанович Мангутов (15 сентября 1911, Ташкент, Ташкентский уезд, Сырдарьинская область, Туркестанский край, Российская империя — 18 ноября 1981, Москва, СССР) — советский узбекский государственный, партийный и хозяйственный деятель.

## Биография
Член ВКП(б) с 1941 г. В 1931 г. окончил Казахский хлопковый техникум, в 1958 г. — факультет партийного строительства заочного отделения Высшей партийной школы при ЦК КПСС.
1931—1938 гг. — старший агроном Сузакского района Казахской ССР
1938—1942 гг. — земельные органы Ташкентской области, заместитель председателя Ташкентского облисполкома
1942—1944 гг. — партийные органы Узбекской республики
1944—1945 гг. — 2-й секретарь Бухарского областного комитета КП Узбекистана
1945—1948 гг. — 1-й секретарь Кашка-Дарьинского областного комитета КП Узбекистана
1948—1951 гг. — 1-й секретарь Бухарского областного комитета КП Узбекистана
1951—1957 гг. — заместитель министра хлопководства Узбекской ССР, первый заместитель министра совхозов Узбекской ССР
1957—1962 гг. — начальник группы по сельскому хозяйству, заведующий сельскохозяйственным отделом Совета Министров Узбекской ССР
1962—1963 гг. — первый заместитель начальника Главного управления совхозов при Совете Министров Узбекской ССР, заместитель министра производства и заготовок Узбекской ССР
1963—1965 гг. — первый заместитель председателя Государственного комитета по хлопководству Средней Азии
1965—1968 гг. — технический руководитель сельскохозяйственных контрактов Минводхоза СССР в Алжирской Народно-демократической Республике
1968—1981 гг. — начальник отдела сельского хозяйства Госплана Узбекской ССР

## Награды
Супруга — Ольга Николаевна Мангутова. Дети: Ирина Комарова (Мангутова) (род.1932), Валерий, Рустем, Светлана (род. 1945). 